# Empoli Football Club 1982-1983
Questa voce raccoglie i dati riguardanti l'Empoli Football Club nelle competizioni ufficiali della stagione 1982-1983.

## Stagione
Nella Stagione 1982-1983 l'Empoli affidato all'allenatore Giampiero Vitali disputa il girone B della Serie C1, ottiene 46 punti, vincendolo sale in Serie B con il Pescara che raccoglie gli stessi punti dei toscani ma ha una differenza reti peggiore. È stato un campionato molto combattuto con quattro formazioni nettamente superiori. Campania e Taranto infatti hanno perso per un solo punto la promozione.
Nella Coppa Italia di Serie C l'Empoli prima del campionato ha disputato il girone M di qualificazione, che ha promosso il Prato ai sedicesimi di finale.

## Divise e sponsor
| Casa | Trasferta |

## Rosa
| N. |                   | Ruolo | Calciatore         |
| -- | ----------------- | ----- | ------------------ |
|    | Italia (bandiera) | P     | Fabrizio Calattini |
|    | Italia (bandiera) | P     | Michele Pintauro   |
|    | Italia (bandiera) | D     | Francesco D'Arrigo |
|    | Italia (bandiera) | D     | Ezio Gelain        |
|    | Italia (bandiera) | D     | Giuliano Giorgi    |
|    | Italia (bandiera) | D     | Vincenzo Mirra     |
|    | Italia (bandiera) | D     | Attilio Papis      |
|    | Italia (bandiera) | C     | Marco Calonaci     |
|    | Italia (bandiera) | C     | Luca Della Scala   |
|    | Italia (bandiera) | C     | Salvatore Esposito |

| N. |                   | Ruolo | Calciatore              |
| -- | ----------------- | ----- | ----------------------- |
|    | Italia (bandiera) | C     | Cesare Maestroni        |
|    | Italia (bandiera) | C     | Enrico Piccioni         |
|    | Italia (bandiera) | C     | Marco Puppi             |
|    | Italia (bandiera) | C     | Francesco Radio         |
|    | Italia (bandiera) | C     | Vittorio Zerpelloni     |
|    | Italia (bandiera) | A     | Carlo Giuseppe Avanzato |
|    | Italia (bandiera) | A     | Salvatore Campilongo    |
|    | Italia (bandiera) | A     | Luca Lucchesi           |
|    | Italia (bandiera) | A     | Marco Meloni            |
|    | Italia (bandiera) | A     | Adelino Zennaro         |

## Risultati

### Serie C1

#### Girone di andata
| Arbitro: | Basile (Siracusa) |

|                            |           |  |
| Radio 8’ Meloni 47’ (rig.) | Marcatori |  |

| Arbitro: | Frigerio (Milano) |

|            |           |                     |
| Romiti 35’ | Marcatori | 40’, 83’ Campilongo |

| Arbitro: | Amendolia (Messina) |

|                           |           |  |
| Calonaci 60’ Piccioni 88’ | Marcatori |  |

| Salerno 10 ottobre 1982 4ª giornata | Salernitana            | 0 – 0 | Empoli | Stadio Donato Vestuti\| Arbitro: \| D'Innocenzo (Ciampino) \| |
| Arbitro:                            | D'Innocenzo (Ciampino) |       |        |                                                               |

| Arbitro: | Boschi (Parma) |

|                   |           |  |
| Picano 17’ (aut.) | Marcatori |  |

| Arbitro: | Ongaro (Rovigo) |

|              |           |              |
| Paolucci 41’ | Marcatori | 15’ Esposito |

| Empoli 31 ottobre 1982 7ª giornata | Empoli             | 0 – 0 | Nocerina | Stadio Carlo Castellani\| Arbitro: \| Baldini (Piacenza) \| |
| Arbitro:                           | Baldini (Piacenza) |       |          |                                                             |

| Arbitro: | Ronchetti (Modena) |

|           |           |  |
| Magni 30’ | Marcatori |  |

| Arbitro: | Basile (Siracusa) |

|              |           |  |
| D'Arrigo 45’ | Marcatori |  |

| Arbitro: | Greco (Lecce) |

|                    |           |  |
| Polenta 67’ (rig.) | Marcatori |  |

| Arbitro: | Boschi (Parma) |

|                                |           |            |
| Meloni 25’ (rig.) Piccioni 44’ | Marcatori | 71’ Pecchi |

| Napoli 5 dicembre 1982 12ª giornata | Campania         | 0 – 0 | Empoli | Stadio San Paolo\| Arbitro: \| Da Pozzo (Monza) \| |
| Arbitro:                            | Da Pozzo (Monza) |       |        |                                                    |

| Empoli 12 dicembre 1982 13ª giornata | Empoli          | 0 – 0 | Casertana | Stadio Carlo Castellani\| Arbitro: \| Marascia (Roma) \| |
| Arbitro:                             | Marascia (Roma) |       |           |                                                          |

| Arbitro: | Mele (Bergamo) |

|           |           |  |
| Vinti 73’ | Marcatori |  |

| Arbitro: | Bin (Torino) |

|                   |           |             |
| Meloni 32’ (rig.) | Marcatori | 65’ Corsini |

| Arbitro: | Da Pozzo (Monza) |

|              |           |  |
| Piccioni 68’ | Marcatori |  |

| Pagani 23 gennaio 1983 17ª giornata | Paganese          | 0 – 0 | Empoli | Stadio Marcello Torre\| Arbitro: \| Tuveri (Cagliari) \| |
| Arbitro:                            | Tuveri (Cagliari) |       |        |                                                          |

#### Girone di ritorno
| Rende 30 gennaio 1983 18ª giornata | Rende          | 0 – 0 | Empoli | Stadio Marco Lorenzon\| Arbitro: \| Boschi (Parma) \| |
| Arbitro:                           | Boschi (Parma) |       |        |                                                       |

| Arbitro: | Gava (Conegliano) |

|           |           |  |
| Radio 13’ | Marcatori |  |

| Livorno 13 febbraio 1983 20ª giornata | Livorno             | 0 – 0 | Empoli | Stadio Ardenza\| Arbitro: \| Coppetelli (Tivoli) \| |
| Arbitro:                              | Coppetelli (Tivoli) |       |        |                                                     |

| Arbitro: | Ongaro (Rovigo) |

|            |           |  |
| Meloni 81’ | Marcatori |  |

| Arbitro: | D'Innocenzo (Ciampino) |

|                          |           |                                  |
| Chimenti 16’, 68’ (rig.) | Marcatori | 21’ (aut.) Chimenti 63’ Piccioni |

| Arbitro: | Dall'Oca (Abbiategrasso) |

|                           |           |  |
| Calonaci 45’ Esposito 52’ | Marcatori |  |

| Arbitro: | Boschi (Parma) |

|  |           |                  |
|  | Marcatori | 30’ (aut.) Carlà |

| Arbitro: | Frigerio (Milano) |

|                  |           |  |
| Piccioni 5’, 74’ | Marcatori |  |

| Benevento 2 aprile 1983 26ª giornata | Benevento        | 0 – 0 | Empoli | Stadio Santa Colomba\| Arbitro: \| Da Pozzo (Monza) \| |
| Arbitro:                             | Da Pozzo (Monza) |       |        |                                                        |

| Empoli 10 aprile 1983 27ª giornata | Empoli          | 0 – 0 | Pescara | Stadio Carlo Castellani\| Arbitro: \| Ongaro (Rovigo) \| |
| Arbitro:                           | Ongaro (Rovigo) |       |         |                                                          |

| Arbitro: | Pellicanò (Reggio Calabria) |

|                         |           |                           |
| Beatrice 6’ Coppola 81’ | Marcatori | 19’ Piccioni 50’ Calonaci |

| Empoli 1º maggio 1983 29ª giornata | Empoli         | 0 – 0 | Campania | Stadio Carlo Castellani\| Arbitro: \| Boschi (Parma) \| |
| Arbitro:                           | Boschi (Parma) |       |          |                                                         |

| Arbitro: | Coppetelli (Tivoli) |

|  |           |              |
|  | Marcatori | 16’ Piccioni |

| Arbitro: | Tuveri (Cagliari) |

|                                  |           |                               |
| Zennaro 12’ Maestroni 80’ (rig.) | Marcatori | 45’ Perissinotto 78’ Cascella |

| Casarano 22 maggio 1983 32ª giornata | Virtus Casarano  | 0 – 0 | Empoli | Stadio Giuseppe Capozza\| Arbitro: \| Da Pozzo (Monza) \| |
| Arbitro:                             | Da Pozzo (Monza) |       |        |                                                           |

| Arbitro: | Basile (Siracusa) |

|  |           |                         |
|  | Marcatori | 30’ Meloni 87’ Calonaci |

| Arbitro: | Marascia (Roma) |

|                                               |           |                  |
| Meloni 34’ (rig.), 38’ Zennaro 48’ Gelain 54’ | Marcatori | 79’ (rig.) Cozza |

### Coppa Italia Serie C

#### Fase eliminatoria a gironi
| Empoli 22 agosto 1982 1ª giornata | Empoli       | 0 – 0 | Prato | Stadio Carlo Castellani\| Arbitro: \| Cassi (Pisa) \| |
| Arbitro:                          | Cassi (Pisa) |       |       |                                                       |

| Arbitro: | Luci (Firenze) |

|             |           |  |
| Borella 76’ | Marcatori |  |

| Arbitro: | Vecchiatini (Bologna) |

|  |           |                             |
|  | Marcatori | 36’ Campilongo 59’ Calonaci |

| Arbitro: | Agnelli (Siena) |

|            |           |  |
| Vitale 72’ | Marcatori |  |

| Arbitro: | Catania (Roma) |

|                             |           |             |
| Calonaci 32’ Campilongo 76’ | Marcatori | 35’ Fiaschi |

| Arbitro: | Scevola (Milano) |

|              |           |  |
| Piccioni 82’ | Marcatori |  |

## Statistiche

### Statistiche di squadra
| Competizione         | Punti | In casa | In casa | In casa | In casa | In casa | In casa | In trasferta | In trasferta | In trasferta | In trasferta | In trasferta | In trasferta | Totale | Totale | Totale | Totale | Totale | Totale | DR  |
| Competizione         | Punti | G       | V       | N       | P       | Gf      | Gs      | G            | V            | N            | P            | Gf           | Gs           | G      | V      | N      | P      | Gf     | Gs     | DR  |
| -------------------- | ----- | ------- | ------- | ------- | ------- | ------- | ------- | ------------ | ------------ | ------------ | ------------ | ------------ | ------------ | ------ | ------ | ------ | ------ | ------ | ------ | --- |
| Serie C1             | 46    | 17      | 11      | 6       | 0       | 22      | 5       | 17           | 4            | 10           | 3            | 11           | 9            | 34     | 15     | 16     | 3      | 33     | 14     | +19 |
| Coppa Italia Serie C | -     | 3       | 2       | 1       | 0       | 3       | 1       | 3            | 1            | 0            | 2            | 2            | 2            | 6      | 3      | 1      | 2      | 5      | 3      | +2  |
| Totale               | -     | 20      | 13      | 7       | 0       | 25      | 6       | 20           | 5            | 10           | 5            | 13           | 11           | 40     | 18     | 17     | 5      | 38     | 17     | +21 |

### Andamento in campionato
| Giornata  | 1 | 2 | 3 | 4 | 5 | 6 | 7 | 8 | 9 | 10 | 11 | 12 | 13 | 14 | 15 | 16 | 17 | 18 | 19 | 20 | 21 | 22 | 23 | 24 | 25 | 26 | 27 | 28 | 29 | 30 | 31 | 32 | 33 | 34 |
| --------- | - | - | - | - | - | - | - | - | - | -- | -- | -- | -- | -- | -- | -- | -- | -- | -- | -- | -- | -- | -- | -- | -- | -- | -- | -- | -- | -- | -- | -- | -- | -- |
| Luogo     | C | T | C | T | C | T | C | T | C | T  | C  | T  | C  | T  | C  | C  | T  | T  | C  | T  | C  | T  | C  | T  | C  | T  | C  | T  | C  | T  | C  | T  | T  | C  |
| Risultato | V | V | V | N | V | N | N | P | V | P  | V  | N  | N  | P  | N  | V  | N  | N  | V  | N  | V  | N  | V  | V  | V  | N  | N  | N  | N  | V  | N  | N  | V  | V  |
| Posizione | 4 | 1 | 1 | 1 | 1 | 1 | 1 | 4 | 3 | 3  | 3  | 4  | 4  | 4  | 5  | 3  | 3  | 3  | 3  | 4  | 3  | 4  | 3  | 3  | 1  | 3  | 3  | 3  | 3  | 3  | 3  | 4  | 3  | 1  |

Legenda:

Luogo: C = Casa; T = Trasferta. Risultato: V = Vittoria; N = Pareggio; P = Sconfitta.